# Magiska toner
Magiska toner är den svenska etnopopgruppen Sareks fjärdje och sista album. Utgivet 2011.
Albumet gavs ut i samband med den avslutande körturnén under samma namn. Där finns en mängd av Sareks mest omtyckta och spelade låtar med i akustiska tappningar, en del med körarrangemang. Det satte efter 10 års turnérande och fyra utgivna album punkt för bandet 2012. Avslutningsturnén gjordes i samarbete med kördirigent Hartvig Gjesdahl och olika stora körer runt om i landet.

## Låtlista
1. Magiska sekunder
2. Liljekonvaljernas vals
3. Älvorna
4. Du får ännu mitt hjärta att slå
5. Törst
6. Där gullvivan blommar
7. Strömpolska
8. Lilla barn
9. Fredmans epistlar. Nr 48, Solen glimmar blank och trind
10. Dina ögon
11. Medan stjärnorna vandrar
12. Genom eld och vatten
13. Skäl
14. Om du tvekar
15. Vinterland
16. Genom drömmar

### Fotnoter
1. ↑  ”Svensk mediedatabas”. https://smdb.kb.se/catalog/id/002748400. Läst 29 augusti 2024.
2. ↑  ”Sareks facebooksida”. https://www.facebook.com/Sarekmusic/posts/pfbid0gGmziPfnzyE3bAERjFbiVeEwapDoSBwT3Ju17y57ycWMxuJQnkQNhAortfruTM2rl. Läst 25 oktober 2018.